# 肥水副克里介
肥水副克里介（学名：Parakrithe feishui）为荊花介科副克里介屬下的一个种。